# Șapte Arhangheli

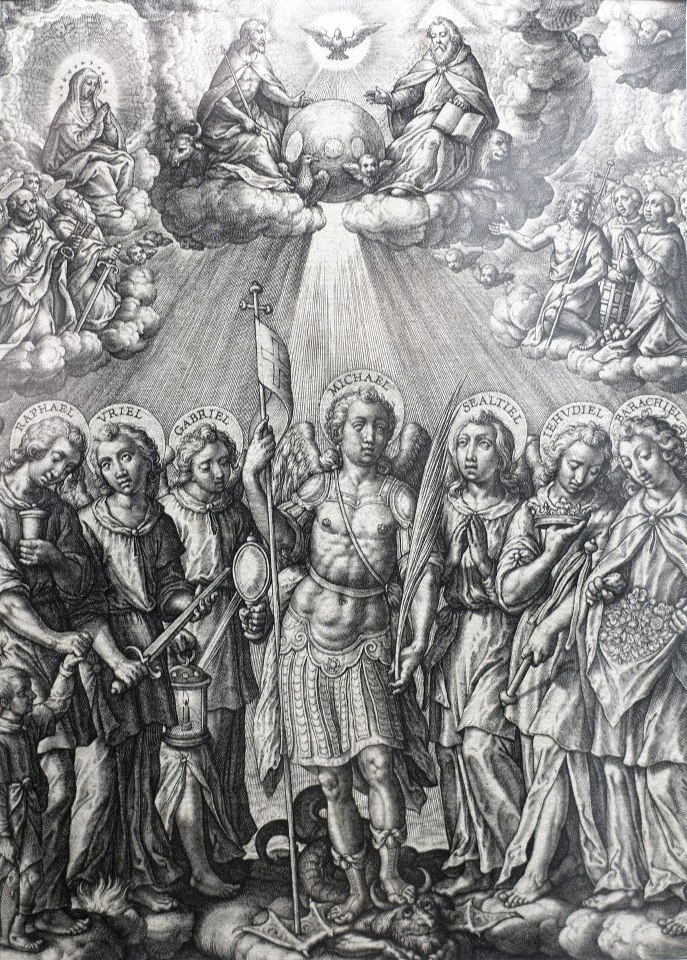
Șapte Arhangheli

Conceptul de șapte arhangheli se găsește în unele lucrări ale literaturii evreiești timpurii. În acele texte, ei sunt referiți ca fiind îngerii care îi slujesc direct lui Dumnezeu.

## În Biblie
Termenul arhanghel, în sine, nu se găsește în Biblia ebraică sau în Vechiul Testament creștin, iar în Noul Testament grecesc termenul arhanghel apare doar în 1 Tesaloniceni 4,16 și în Epistola lui Iuda 1,9, unde este folosit pentru Mihail, care în Daniel 10:12 este numit „unul dintre căpeteniile principale” și „marele prinț”. În Septuaginta, aceasta este redată „îngerul cel mare”. Ideea celor șapte arhangheli este enunțată cel mai explicit în Cartea deuterocanonică a lui Tobit, când Rafael se dezvăluie, declarând: 
„Eu sunt Rafael, unul dintre cei șapte îngeri care stau în prezența glorioasă a Domnului, gata să-I slujească”. -Tobit 12,15
Ceilalți doi îngeri menționați pe nume în Biblie sunt arhanghelul Mihail și îngerul Gabriel. Cele patru nume ale altor arhangheli provin din tradiție.

## Cartea lui Enoh

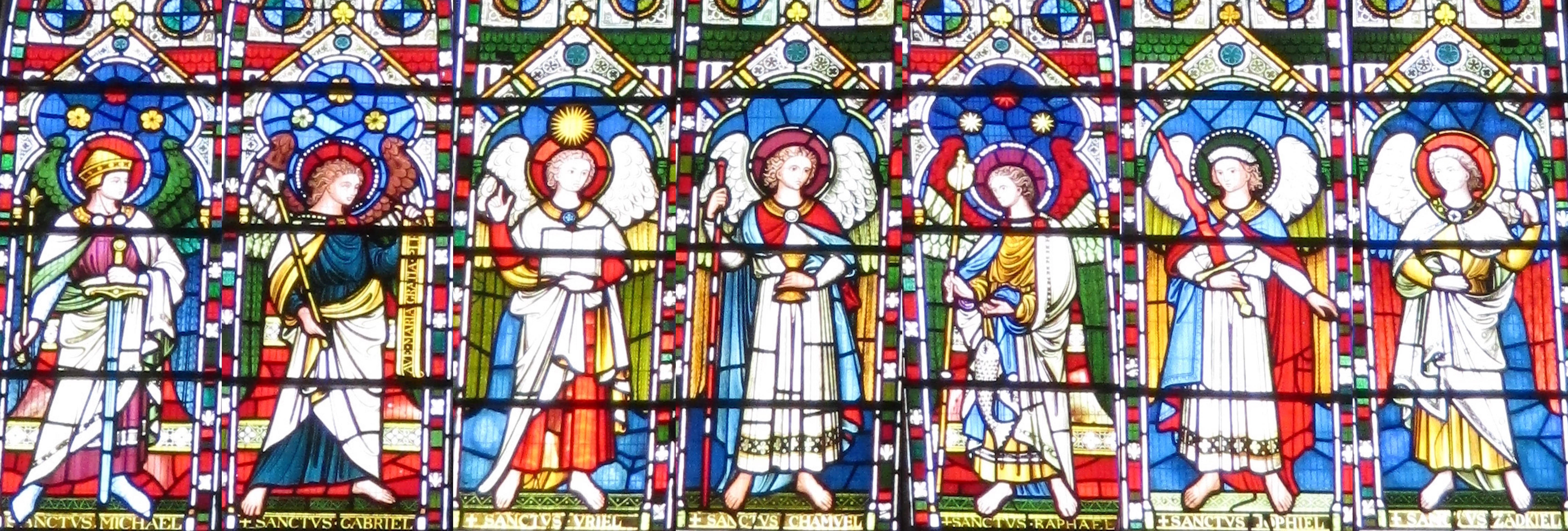
Șapte Arhangheli, vitraliu, en.

O astfel de tradiție a arhanghelilor provine din apocrifa biblică din Vechiul Testament, Cartea Veghetorilor din secolul al treilea î.Hr., cunoscută sub numele de Cartea lui Enoh, fuzionată în cele din urmă în Pentateuhul Enohic. Această narațiune este afiliată cu Cartea uriașilor, care face referire și la marii arhangheli și a fost făcută parte din canonul scriptural al Bisericii Ortodoxe Etiopiene Tewahedo. Deși predomină în tradițiile apostolice evreiești și creștine timpurii și în părinții creștini timpurii, Cartea lui Enoh a căzut treptat din statutul academic și religios, iar până în secolul al șaptelea a fost respinsă din scripturile canonice ale tuturor celorlalte confesiuni creștine, o lucrare interzisă și necunoscută. Diferitele tradiții orale supraviețuitoare au relatat multe liste diferite de arhangheli.

Numele au intrat în tradiția iudaică în timpul captivității babiloniene (605 î.Hr.). Folclor și cosmologie babiloniană, o credință mesopotamienă timpurie sub influența dualistă a zoroastrismului, centrată în jurul reprezentărilor antropomorfe și zoomorfe ale stelelor, planetelor și constelațiilor, inclusiv cei patru fii ai Tatălui Cerului purtând Soarele Înaripat, tronul Înțelepciunii. Mai întâi proorocul Daniel, apoi autori precum Ezechiel au ebraizat această mitologie, echivalând constelațiile babiloniene cu forme abstracte considerate a fi „fii ai zeilor”, îngeri ai Domnului lui Israel și heruvimi animale cerești. Cartea pildelor a II-a î.Hr. (Cap. XL) îi numește pe cei patru îngeri care îl însoțesc pe Bătrânul de zile, stând în fața Domnului spiritelor, „vocile celor de pe cele patru părți, care măresc pe Domnul Slavei”: Mihail, Rafael, Gavril și Fanuel. Cartea Veghetorilor (Ch IX) enumeră îngerii care în vremurile antediluviane au mijlocit în numele omenirii împotriva spiritelor necinstite numite "Veghetori": Mihail, Gabriel, Rafael și Uriel.

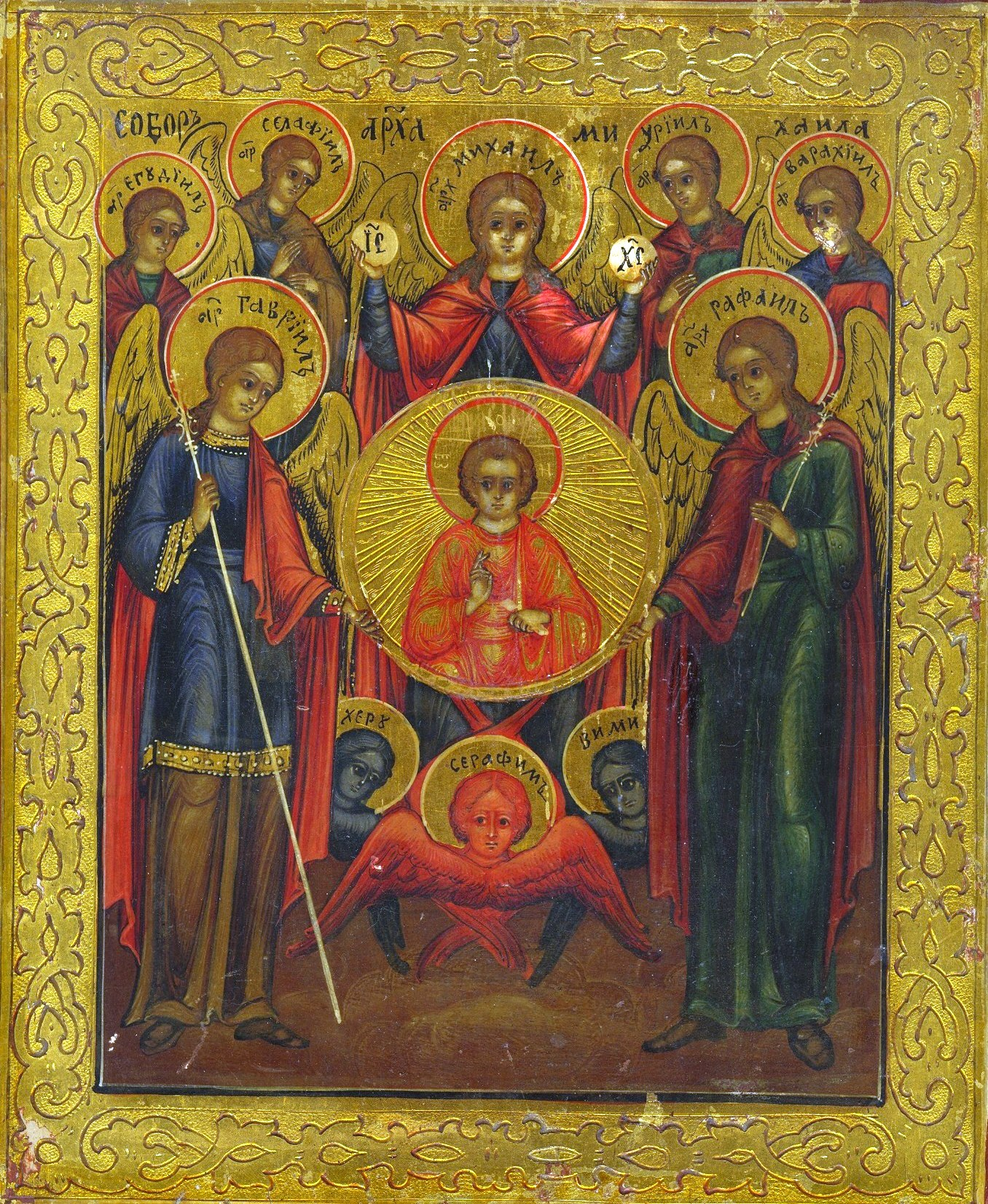
"Soborul Îngeresc" ("Ангелскй Собор"). O icoană a Bisericii Ortodoxe Răsăritene "Șapte Arhangheli". De la stânga la dreapta: Sf. Iegudiil, Sf. Gavriil, Sf. Salatil, Sf. Mihail, Sf. Uriil, Sf. Rafail, Sf. Varahiil. Sub aureola lui Hristos Emmanuel sunt reprezentări de heruvim (albastru) și serafim (roșu).

## Tradiții creștine
Cele mai vechi referințe creștine specifice sunt de la sfârșitul secolului al V-lea d.Hr. până la începutul secolului al VI-lea: Pseudo-Dionisie le dă drept Mihail, Gabriel, Rafael, Uriel, Camael, Jofiel și Zadkiel. În majoritatea tradițiilor orale creștine protestante, numai Mihail și Gavriil sunt denumiți „arhangheli”, ceea ce reflectă cel mai popular punct de vedere musulman, în timp ce tradițiile creștine catolice de rit roman îl includ și pe Rafael, pentru a completa un grup de trei. Cu toate acestea, prin tradiția sa bizantină, Biserica Catolică recunoaște șapte arhangheli în total, uneori numiți, alteori fără nume, alții decât cei trei menționați mai sus.
Liste de personaje numite „îngeri” există și în tradițiile religioase mai mici, de obicei considerate ocultiste sau superstițioase. O referire la șapte arhangheli a apărut într-un talisman din secolul al VIII-lea sau al IX-lea atribuit lui Auriol, un „slujitor al lui Dumnezeu” din nord-vestul Spaniei. El trimite o rugăciune către „toți patriarhii Mihail, Gabriel, Cecitiel, Uriel, Rafael, Ananiel, Marmoniel.

### Arhangheli în tradițiile bisericești actuale
În Biserica Catolică, trei arhangheli sunt menționați pe nume în canonul Scripturii: Mihail, Gabriel și Rafael. Rafael apare în Cartea deuterocanonică a lui Tobit, unde este descris ca „unul dintre cei șapte îngeri care stau gata și intră înaintea slavei Domnului duhurilor”, o frază amintită în Apocalipsa 8,2-6 .
Unele Biserici Ortodoxe Răsăritene, exemplificate în Biblia Ortodoxă slavonă (Biblia Ostrog, Biblia Elisabeta și, mai târziu, Biblia sinodală rusă), recunosc drept autoritar și Apocalipsa lui Ezdra, care îl menționează pe Uriel.
Biserica Ortodoxă Răsăriteană și Bisericile Răsăritene Catolice de tradiție bizantină venerează șapte arhangheli și uneori pe al optulea. Mihail, Gavriil, Rafail, Uriel, Selathiel, Iehudiel, Barachiel și al optulea, Ieremiel (Sinaxia șefului oștirilor cerești, Arhanghelul Mihail și celelalte puteri necorporale cerești: Ziua sărbătorii: 8 noiembrie). Biserica catolică melchită îl venerează în plus pe Arhanghelul Raguel.
Pe lângă Uriel, Cartea lui Enoh, care nu este considerată canonică de niciuna dintre aceste biserici creștine, menționează (capitolul 20) pe Raguel, Saraqâêl și Remiel, în timp ce alte surse apocrife dau, în schimb, numele de Izidkiel, Hanael și Kepharel. 
În tradiția ortodoxă etiopiană cei șapte Arhangheli sunt numiți ca: Mihail, Gavril, Rafael, Uriel, Raguel, Fanuel și Sachiel. În tradiția ortodoxă coptă, cei șapte arhangheli sunt numiți ca Mihail, Gavril, Rafael, Suriel, Zadkiel, Sarathiel și Ananiel. 
În tradiția anglicană și episcopală, există trei sau patru arhangheli în calendarul pentru 29 septembrie, sărbătoarea Sf. Mihail și a tuturor îngerilor (numită și Mihail), și anume: Mihail, Gavril și Rafael și, adesea, Uriel.